# Ковалёва, Лариса Сергеевна
Лариса Сергеевна Ковалёва (27 апреля 1935, Барнаул, Западно-Сибирский край — 13 октября 1992, Смоленск) — советская актриса, заслуженная артистка РСФСР (1991).

## Биография
Лариса Сергеевна Ковалёва родилась 27 апреля 1935 года в театральной семье в городе Барнауле Западно-Сибирского края, ныне город — административный центр Алтайского края.
Работала в театрах Кургана (Курганский театр драмы), Барнаула, Ферганы (Ферганский русский драматический театр), Костромы (Костромской государственный драматический театр). С 1972 года — на сцене Смоленского драматического театра. В последние годы жизни она занималась педагогической деятельностью. 
Лариса Сергеевна Ковалёва умерла 13 октября 1992 года. Похоронена на Братском кладбище города Смоленска Смоленской области.

## Театр
- Леди Тэрренс («Орфей спускается в ад» Т. Уильямса)
- Людмила («Дети Ванюшина» C. Найденова)
- Живки Попович («Госпожа министерша» Б. Нушича)
- Арина Пантелеймоновна («Женитьба» Н. В. Гоголя)

## Награды и заслуги
- Заслуженный артист РСФСР, 20 мая 1991 года
- Медаль